# Ozodius canberrae
Ozodius canberrae är en skalbaggsart som beskrevs av Zdzisława Stebnicka och Henry Fuller Howden 1995. Ozodius canberrae ingår i släktet Ozodius och familjen Aphodiidae. Inga underarter finns listade i Catalogue of Life.